# سام فلينت
سام فلينت (بالإنجليزية: Sam Flint)‏ هو ممثل أمريكي، ولد في 19 أكتوبر 1882 في مقاطعة غوينيت في الولايات المتحدة، وتوفي في 17 أكتوبر 1980 في وودلاند هيلز، كاليفورنيا في الولايات المتحدة.

## وصلات خارجية
- سام فلينت على موقع IMDb (الإنجليزية)
- سام فلينت على موقع أول موفي (الإنجليزية)
- سام فلينت على موقع قاعدة بيانات الفيلم (الإنجليزية)